# Georges-A. Detry
Pour les articles homonymes, voir Detry.
Georges-A. Detry, né en janvier 1898 à Liège et mort le 10 avril 1939 à Bruxelles, est un journaliste belge et un militant wallon.
Il fut volontaire de guerre à 16 ans, atteignit l'armistice du 11 novembre 1918 avec le grade de Maréchal des logis. Il devint dans l'entre-deux-guerres le président de l' Union professionnelle de la presse belge. Journaliste à La Meuse, il était également rédacteur aux comptes rendus analytiques de la Chambre et correspondant du journal Le Temps. 
Après la guerre, il crut un certain  temps en  une Belgique réconciliée, mais les votes des lois linguistiques en 1921, la flamandisation de l'Université de Gand, l'élection du nationaliste Flamand Auguste Borms lui font modifier ses vues. Il choisit de se battre dans le Mouvement wallon, se persuade de la nécessité du Fédéralisme et puis rejoint les collaborateurs de L'Action wallonne dès sa fondation en 1933, année de la prise de pouvoir par Hitler. Ce qu'il veut, selon ses dires, c'est empêcher la germanisation de la Wallonie.
Il apporte à ce mensuel très influent sa connaissance du milieu politique bruxellois qu'il fréquente du fait de sa profession de rédacteur analytique au Parlement, mais aussi ce qu'il peut savoir de ses contacts avec Paris du fait de sa collaboration avec un des journaux les plus importants de l'époque dans l'Hexagone. Mensuellement, il fait le point sur la situation politique vue par un Wallon conclut l'Encyclopédie du Mouvement wallon.